# Noc kulturalna
Noc kulturalna – cykliczna impreza kulturalna organizowana raz do roku w Częstochowie. Pierwsza edycja odbyła się w nocy z 23 na 24 października 2004. W kolejnych latach termin imprezy przeniesiono na czerwiec.
W czasie jej trwania, za jednorazową opłatą, można uczestniczyć w przygotowanych na tę noc spektaklach teatralnych, koncertach muzyki poważnej i rozrywkowej (najwięcej bluesowych i jazzowych), wystawach, projekcjach filmów i imprezach młodzieżowych w klubach z centrum miasta. Noc kulturalna odbywa się zarówno w plenerze, jak i w budynkach poszczególnych instytucji takich jak: (Filharmonia Częstochowska im. Bronisława Hubermana, Ośrodek Kultury Filmowej, Teatr im. Adama Mickiewicza) oraz w prywatnych lokalach, głównie pubach i dyskotekach.

## Noce kulturalne
|      | Data                    | Slogan                             |
| ---- | ----------------------- | ---------------------------------- |
| I    | 23/24 października 2004 | Tej nocy obudzi się miasto         |
| II   | 25/26 czerwca 2005      | Miasto śni na jawie                |
| III  | 3/4 czerwca 2006        | Sen nocy miejskiej                 |
| IV   | 16/17 czerwca 2007      | Bezsenność... w Częstochowie       |
| V    | 14/15 czerwca 2008      | Spanie to Ściemnianie!             |
| VI   | 20/21 czerwca 2009      | Po szóste: nie zasypiaj!           |
| VII  | 26/27 czerwca 2010      | 07 zbudź się!                      |
| VIII | 18/19 czerwca 2011      | Jaśnie Oświecona 8. Noc Kulturalna |
| IX   | 15/16 czerwca 2012      | Żywioły nie śpią                   |
| X    | 29/30 czerwca 2013      |                                    |
| XI   | 28/29 czerwca 2014      |                                    |
| XII  | 10/11 października 2015 |                                    |
| XIII | 17/18 września 2016     |                                    |
| XIV  | 16/17 września 2017     |                                    |